# مجلس شيوخ ولاية واشنطن
مجلس شيوخ ولاية واشنطن (بالإنجليزية: Washington State Senate)‏ هو مجلس شيوخ ولاية واشنطن الأمريكية، ويتكون من 49 مقعداً، وهو المجلس الأعلى في كونغرس ولاية واشنطن.

## طالع أيضًا
- كونغرس ولاية واشنطن